# Adolf Schulz-Evler
Adolf Andrzej Schulz-Evler (* 12. Dezember 1852 in Radom; † 15. Mai 1905 in Warschau) war ein polnischer Pianist und Komponist.
Der Schüler des Warschauer Konservatoriums (Rudolf Strobl, Klavier und Stanisław Moniuszko Komposition) und von Carl Tausig in Berlin war von 1888 bis 1904 Professor für Klavier in Charkow. Seine 52 Werke, Klavierstücke und Lieder, sind bis auf eines alle vergessen. Ausgenommen ist seine anspruchsvoll zu spielende Klaviertranskription Arabesken über Themen des Walzers An der schönen blauen Donau von Johann Strauss, die zum Repertoire vieler Virtuosen wie Josef Lhévinne, Jorge Bolet oder Earl Wild gehörte.